# Северо-Кавказский федеральный научный центр садоводства, виноградарства, виноделия
Федеральное государственное бюджетное научное учреждение «Северо-Кавказский федеральный научный центр садоводства, виноградарства, виноделия» (сокращённо СКФНЦСВВ) — многопрофильный научный-исследовательский центр по изучению садовых, плодово-ягодных культур, винограда, а также лекарственных растений. Занимается проектированием технологических процессов закладки многолетних насаждений. Также в СКФНЦСВВ проводятся научные исследования в области селекции, сортоизучения и выведения новых сортов плодовых, овощных, ягодных, орехоплодных, цветочно-декоративных, а также субтропических культур и винограда.

## История
Датой основания научного учреждения принято считать 1931 год, когда приказом Садвинтреста от 06.06.1931 была организована Северо-Кавказская зональная опытная станция. Опытная станция расположилась в станице Славянской и была сформирована на базе совхоза «Сад-Гигант». Станция вошла в систему опорных пунктов Киевского НИИ плодово-ягодного хозяйства.
В 1932 году приказом Президиума ВАСХНИЛ станция была преобразована в Азово-Черноморский краевой укрупнённый опорный пункт. Функции учреждения расширились: в его структуре образовались отделы агротехники, сортоизучения и селекции, агрохимии и почвоведения, борьбы с вредителями и болезнями.
Дальнейшее развитие опорного пункта было прервано Великой Отечественной войной и немецко-фашистской оккупацией части Краснодарского края. 
13 июля 1944 года Азово-Черноморский краевой укрупнённый опорный пункт был переименован в Краснодарскую зональную плодово-виноградную станцию, переданную в подчинение НИИ плодоводства им. И.В. Мичурина. В конце 1940-х годов коллектив станции работал над внедрением разработок И. В.Мичурина и агробиологии в колхозы и совхозы Краснодарского края. Также на станции занимались выведением наиболее урожайных сортов плодово-ягодных растений и винограда для Краснодарского края.
После окончания войны начался новый этап развития станции: в 1948 году в станице Каладжинской Лабинского района организовано новое опытное поле, в 1949 году в селе Калинино Пашковского района организован плодопитомник. 
В 1956 году Краснодарская плодово-виноградная станция вошла в структуру Краснодарского НИИ сельского хозяйства (КНИИСХ).  
20 мая 1958 года Краснодарская зональная плодово-виноградная станция отделилась от КНИИСХ, получив статус НИИ и стала именоваться Северо-Кавказским зональным научно-исследовательский институтом садоводства и виноградарства (СКЗНИИСиВ). 
17 марта 1959 года в состав СКЗНИИСиВ вошла Анапская зональная опытная станция виноградарства и виноделия. В состав СКЗНИИСиВ вошла Кабардино-Балкарская опытная станция по садоводству в г. Нальчик.
7 декабря 1962 года в институте был организован сектор виноделия, который разместился в лаборатории технологии и переработки плодов и винограда. В том же году в институте появилась аспирантура. помимо аспирантуры при институте был создан Народный университет сельскохозяйственных знаний и школа повышения квалификации специалистов отрасли садоводства и виноградарства при Минсельхозе РСФСР. 
В 1973 году в составе института были созданы проектно-изыскательское, технологическое и конструкторское бюро с экспериментальными мастерскими. Их задачами стало проектирование процессов закладки новых, реконструкции старых насаждений, создание машин и вспомогательных устройств для механизации работ в садах и виноградниках.
В 1982 году на базе института организован Центр селекции и сортоизучения, который с 2002 года стал координационным центром селекционеров и виноградарей юга России.
В 1988 году в составе института было создано научно-производственное объединение «Сады Кубани» (НПО «Сады Кубани»). В состав НПО «Сады Кубани» вошли:
- ОПХ «Центральное»;
- Славянский консервный завод;
- Винзавод «Приморский»;
- Манычский зерносовхоз;
- НПС «Агропроммеханизация»[9].

С распадом СССР и прекращением существования ВАСХНИЛ СКЗНИИСиВ был передан в подчинение Россельхозакадемии. В 1994 году при институте создано ООО «МИП «Садовый центр», которое занималось реализацией посадочного материала различных сортов растений.
В 1993 году за разработку и внедрение технологии привитой культуры винограда в России группа учёных института (Н.Н. Перову, О.М. Ильяшенко и А.И. Жукову) стали лауреатами Государственной премии Российской Федерации в области науки и техники.
С 1995 году научным коллективом Анапской зональной станции начала формироваться Российская ампелографическая коллекция винограда. Формирование коллекции велось с целью накопления и сохранения генофонда винограда. В конце 1990-х — начале 2000-х годов в СКЗНИИСиВ были созданы технические евразийские сорта винограда, которые изучались в Центральной зоне Краснодарского края. 
В 2001 году научному коллективу института была объявлена Благодарность Президента Российской Федерации за большой вклад в развитие сельского хозяйства и высокие научно-производственные достижения. В том же году к СКЗНИИСиВ присоединена Ставропольская опытная станция по садоводству (пос. Ореховая Роща, Георгиевский район).
В 2004 году в структуре СКЗНИИСиВ были созданы научные центры виноградарства и виноделия.

## Направления научной деятельности
Научные школы СКФНЦСВВ:
- Южное садоводство[17]
- Исследование физиологии растений
- Защита растений
- Виноградоводство
- Виноделие
- Экономика отраслей садоводства и виноградарства[18]

## Названия
- 1931—1932 годы — Северо-Кавказская зональная опытная станция
- 1932—1944 годы — Азово-Черноморский краевой укрупнённый опорный пункт
- 1944—1958 годы — Краснодарская зональная плодово-виноградная станция
- 1958—2017 годы — Северо-Кавказский зональный научно-исследовательский институт садоводства и виноградарства

С 2017 года —  Северо-Кавказский федеральный научный центр садоводства, виноградарства, виноделия

## Руководители
- П. С. Ефимов (1931—1934)
- А. С. Ерошенко (1935—1937)
- Я. И. Октябрьский (1938—1939)
- С. С. Филяков (1943—1945)
- К. Е. Ивченко (1946—1950)
- д.с.-х.н. А. К. Приймак (1951—1971)
- д.с.-х.н. В. Н. Попов (1972—1982)
- д.э.н. И. Н. Переверзев (1982—1998)
- акад. РАН Е. А. Егоров (1998—н.в.)[19]

## Подразделения научного центра
Подведомственные учреждения центра:
- Краснодарский научно-исследовательский институт хранения и переработки сельскохозяйственной продукции (КНИИХП)
- Опытно-производственное хозяйство «Центральное» (ОПХ «Центральное»)
- Опытно-производственное хозяйство имени К.А. Тимирязева (ОПХ им. Тимирязева)
- Анапская зональная опытная станция виноградарства и виноделия
- Гоганская опытная станция
- Дагестанская селекционная опытная станция виноградарства и овощеводства